# Nie całuj pilota w buszu
Nie całuj pilota w buszu (niem. Buschpiloten küsst man nicht) – niemiecko-austriacki film przygodowy z 2011 roku w reżyserii Christiana Theede'a. Zdjęcia kręcono w RPA.
Premiera filmu miała miejsce 17 maja 2011 roku w Niemczech.

## Opis fabuły
Akcja filmu skupia się wokół doktor Marii Berkel (Alexandra Neldel), która pracuje w wiosce w Afryce. Tymczasem we wsi większość osób zaczyna zmagać się z tajemniczą chorobą. Doktor Maria dowiaduje się, że przyczyna problemu tkwi w zanieczyszczonej wodzie. Wkrótce sprawa się komplikuje, a doktor Berkel grozi poważne niebezpieczeństwo.

## Obsada
- Alexandra Neldel jako doktor Maria Berkel
- Max von Thun jako Paul Freytag
- Julian Weigend jako Daniel Berger
- Andre Jacobs jako Donald van Dein
- Wolf Bachofner jako doktor Johannes Schäfer
- Thembi Mtshali jako N'Nanga
- Zandile Dlamini jako Tandi
- Tshamano Sebe jako Munaka
- Florence Kasumba jako Mbuya
- Anthony Watterson jako doktor Perkins
- Anele Matoti jako Brian[1]